# Toyota Auris

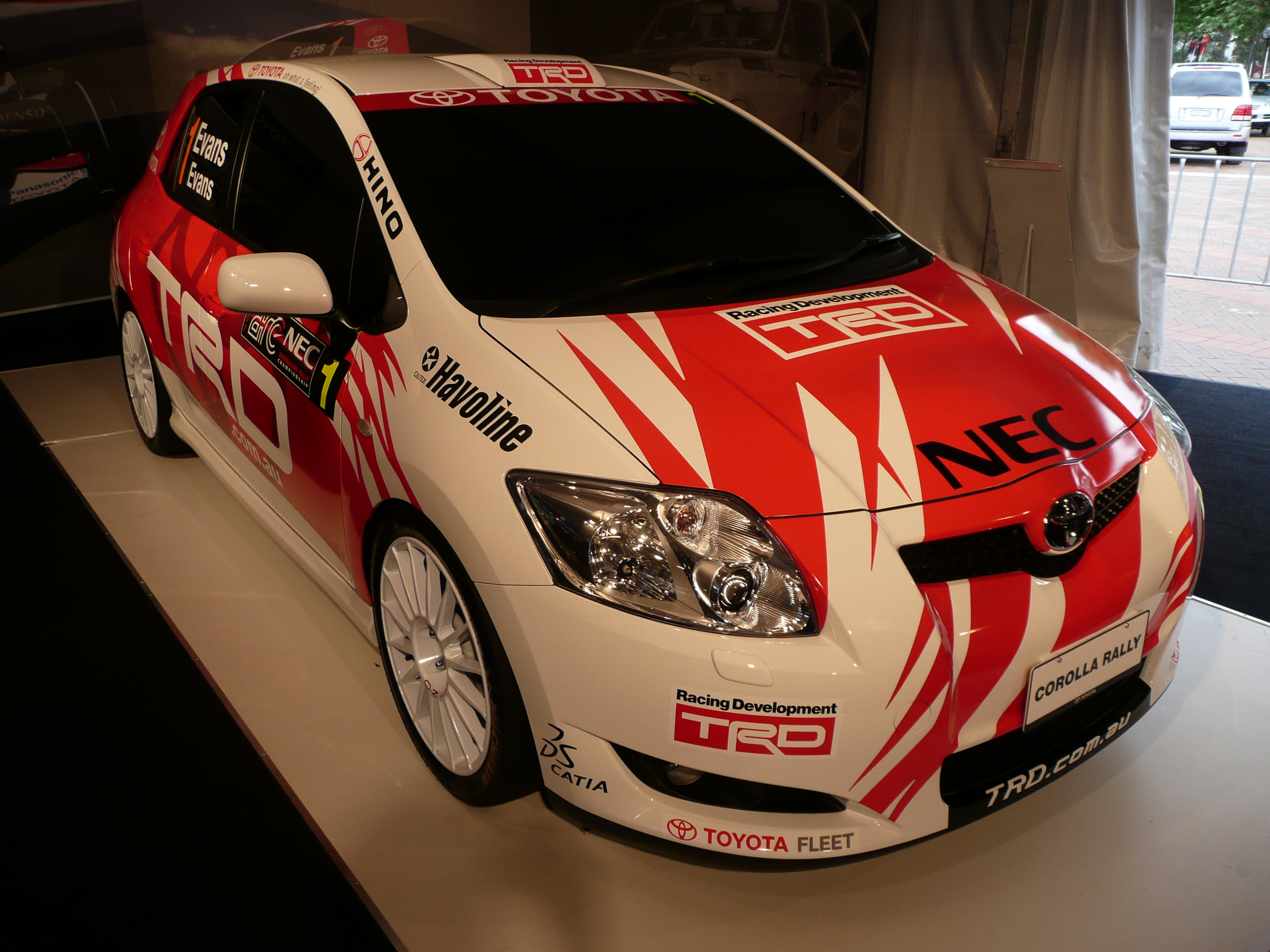
Auris de rally. Nótese que es la versión australiana, pues presenta el nombre Corolla.

El Toyota Auris (トヨタ・オーリス Toyota Ōrisu?) es un automóvil de turismo del segmento C producido por el fabricante japonés Toyota desde el año 2006. El nombre de Auris proviene del latín aureum, equivalente a "oro". El Auris es un hatchback de cinco puertas que sustituye en Sudamérica y Europa al Toyota Corolla Sport o Corolla Hatchback; al Toyota Corolla RunX en Japón y en Sudáfrica al Toyota RunX.
En Oceanía, los distintos importadores nacionales se resistieron a cambiar el nombre del automóvil al estilo europeo aun a pesar de la insistencia de la central; citando la experiencia de Nissan con el cambio de nombre del conocido Pulsar por el de Tiida. El Toyota Matrix de segunda generación se basará en el del Auris.
Está disponible con un total de 8 motorizaciones, todas ellas de cuatro cilindros.Los gasolina son un 1.4 litros de 97 CV de potencia máxima; un 1.6 litros de 132 CV; un 1.8 litros, de venta exclusiva en el Pacífico con 136 CV; un 2.4 litros de 168 CV para el Blade y un 3.5 litros V6 de 280 CV también para el Blade. Mientras que los diésel son un 1.4 litros de 90 CV, un 2.0 litros de 126 CV , los dos ellos con turbocompresor y tecnología common rail.
La empresa decidió cambiar el nombre al modelo de Corolla Sport a Auris, debido a que los clientes pensaban que adquirirían un vehículo desfasado. No en vano, el Toyota Corolla es el automóvil más vendido del mundo; según algunas fuentes, 47 millones de unidades durante 49 años. Aun así, la versión sedán sigue a la venta bajo el nombre Corolla.
En 2019 dejaran de producirse como Auris y volverá a ser llamado Corolla Sport.
El modelo se ofrece mundialmente en hasta diez colores distintos, principalmente tonalidades de gris. La oferta en llantas es muy amplia y las hay de diferentes tamaños y diseños.

## En Europa
En Europa, el Auris se ofrece con cinco motorizaciones y diferentes niveles de acabado. El 26 de febrero de 2007, Toyota anunció que invertiría 100 millones de libras esterlinas en la fábrica de motores de Deeside para construir un motor de gasolina para el Auris.
Según el mercado, los niveles de acabado varían su denominación. Por ejemplo, en España, encontramos los Auris, Luna, Sol y Sport; y en el Reino Unido se ofrece con unos niveles llamados T2, T3, TR, SR, TSpirit y SR180.

## En Japón
El Auris japonés se ofrece exclusivamente con los motores 1,5L 1NZ-FE, o el 1,8L 2ZR-FE, ambos de gasolina. Tan sólo tiene dos niveles de equipamiento, llamados 150X y 180G. En cambio, se ofrece con tracción delantera o tracción total.

### Toyota Blade
La versión superior del Auris se llama Toyota Blade. Reemplaza en su lugar al Toyota Allex, que, en su lugar, fue el reemplazo del Toyota Sprinter. Tiene cambios en el frontal y en la trasera, y se impulsa con un motor Toyota de 2,4L 2AZ-FE. Recientemente, se presentaron los Blade Master y los Blade Master G; versiones todavía superiores equipados con motores de 280 CV, y 3,5L; con frenos mayores y suspensiones mejoradas.

## En competición
El Auris, en Sudáfrica, y bajo la denominación australiana Corolla; está preparado para rally en la categoría Super 2000. Está impulsado por un motor de 2 L de cilindrada que entrega hasta 190 CV a 8500 rpm. En principio ambos participaron como coche cero, pero acabaron por competir normalmente; consiguiendo buenas actuaciones, siendo campeón el año 2007 en Australia. Los australianos están pilotados por Simon Evans y Neal Bates; mientras que el sudafricano es conducido por Anthony Taylor.
La versión para el Trofeo Andrós, equipada con tracción y dirección a las cuatro ruedas, es pilotada por los expilotos de Fórmula 1 franceses Alain Prost y Olivier Panis. Prost se proclamó ganador de la competición en las temporadas 2007 y 2008. Este vehículo cuenta con un motor V6 extraído de un Lexus RX 300 que otorga una potencia máxima de 350 CV.

## Chasis
El Auris cuenta en todas sus versiones con suspensiones delanteras de tipo McPherson, común a la mayoría de modelos del mercado. En el eje trasero cuenta con un eje torsional; a excepción de la versión diésel más potente, que monta unos dobles triángulos, que le confiere un mejor control sobre la trasera del vehículo.
En materia de frenado, todos los Auris tienen discos ventilados en el eje delantero, combinados con discos normales en el trasero. Los delanteron son de 273 mm y los traseros de 270 mm.

## Fiabilidad
Aun a pesar de ser reconocida a Toyota como la marca más fiable del mercado, las primeras unidades del Auris padecen problemas de juventud. Por ahora, la mayoría de las quejas vienen originadas por el rayado de los discos de freno trasero, pero se corrige el problema y se sustituyen los discos gratuitamente en el concesionario.
También, a principios del año 2010, se han detectado fallos en el pedal del acelerador, que podría quedarse atascado. Este fallo es común a muchos otros modelos de Toyota, y también se han encontrado fallos en las unidades vendidas en Estados Unidos.

## En el mundo
El modelo en cuestión se vende en los siguientes mercados internacionales bajo distintos nombres:
| - Israel - Austria - Bélgica - Chile - Croacia - Dinamarca - Islas Feroe - Eslovaquia - Eslovenia - España - Estonia - Finlandia - Francia - Guadalupe - Guayana Francesa - Martinica - Grecia - Guatemala - Hungría - Irlanda - Islandia - Perú · - Italia - Japón - Letonia - Lituania - Luxemburgo - Noruega - Países Bajos - Paraguay - Polonia - Portugal - Reino Unido - Rusia - República Checa - Serbia - Sudáfrica - Suecia - Suiza - Turquía - Colombia - Argentina - Australia - Nueva Zelanda |

## Rendimiento y especificaciones
| Motor                                     | Transmisión                                     | Potencia máxima (CV/rpm) | Par motor máximo (Nm/rpm) | Velocidad máxima (km/h) | 0-100 km/h (s)          | Recuperación de 80 a 120 km/h (s) | Consumo (L/100km) | Emisiones de CO2 (g/km) | Peso (kg) | Peso máximo autorizado (kg) |
| ----------------------------------------- | ----------------------------------------------- | ------------------------ | ------------------------- | ----------------------- | ----------------------- | --------------------------------- | ----------------- | ----------------------- | --------- | --------------------------- |
| 1.4 VVT-i Gasolina                        | 5 Velocidades, manual                           | 97/6000                  | 130/4400                  | 170 (106mph)            | 13,0                    | 20,2                              | 6,9               | 163                     | 1220      | 1720                        |
| 1.4 D-4D Diésel                           | 6 Velocidades, manual/5 velocidades, MM         | 90/3800                  | 190/1800-3000             | 175 (109mph)            | 12,0 (Manual)/14,7 (MM) |                                   | 5,0               | 132                     | 1260      | 1760                        |
| 1.33 VVT-i Gasolina                       | 6 Velocidades, manual                           | 101/6000                 | 132/3800                  | 175 (109mph)            | 13,1                    |                                   | 5,8               | 135                     | 1220      | 1720                        |
| 1.5 VVT-i Gasolina (Japón)                |                                                 | 110/6000                 | 140/5200                  |                         |                         |                                   |                   |                         |           |                             |
| 1.6 Dual VVT-i Gasolina                   | 7 velocidades, manual/6 velocidades, MM         | 132/6000                 | 180/5200                  | 240 (150mph)            | 10,4 (Manual)/12,1 (MM) | 17,2                              | 6,9               | 166                     | 1230      | 1750                        |
| 2.0 D-4D Diésel                           | 6 Velocidades, manual                           | 126/3600                 | 300/2000-2800             | 195 (121mph)            | 10,3                    | 14,7                              | 5,4               | 151                     | 1385      | 1890                        |
| 1.8 Dual VVT-i Gasolina (Asia y Pacífico) | 6 Velocidades, manual/4 Velocidades, automático | 136/6000                 | 175/4400                  | 195                     |                         |                                   | 7,4/7,7           |                         |           |                             |
| 2.4 Blade Gasolina                        |                                                 | 168/6000                 | 224/4000                  |                         |                         |                                   |                   |                         |           |                             |
| 2.2 D-4D (180) Diésel                     | 6 Velocidades, manual                           | 177/3600                 | 400/2000-2600             | 211 (131mph)            | 8,1                     | 14,0                              | 6,2               | 166                     | 1435      | 1920                        |
| 3.5 V6 Blade Gasolina                     |                                                 | 280/6200                 | 344/4700                  |                         |                         |                                   |                   |                         |           |                             |

- MM: Transmisión automática MultiMode.
- Datos según el fabricante.

## Seguridad
El Auris ha sido premiado con una calificación de 5 estrellas en las pruebas de seguridad de EuroNCAP; además de 4 en la protección para niños y 3 en la de peatones. Ha obtenido una puntuación de 35 sobre un total posible de 37.
Posee los siguientes elementos de seguridad activa y pasiva de serie:
- Nueve bolsas de aire, incluyendo bolsa de aire para la zona de la rodilla.
- Sistema antibloqueo de frenos (ABS).
- Reparto electrónico de frenada (EBD).
- Ayuda a la frenada Brake Assist (BA).
- Control de estabilidad con control de tracción (VSC); desconectables.
- Interruptor de funcionamiento de la bolsa de aire del pasajero.
- 5 cinturones de seguridad con limitador de fuerza del bloqueo y delanteros con pretensores y recordador visual y acústico.
- Asientos WIL con sistema de limitación del latigazo cervical.
- Asientos traseros con anclajes ISOFIX para sillas infantiles.
- Apoyacabezas regulables en todos los asientos.
- Zonas de deformación programada.
- Barras tensoras en las puertas.
- Limitador regulable voluntario de velocidad y control de crucero.

## Dimensiones
- Longitud: 4220 mm
- Anchura: 1760 mm con espejos plegados
- Altura: 1515 mm; 1505 mm en el 2.2
- Vía delantera
  - Con neumáticos 195/65 R15: 1536 mm
  - Con neumáticos 205/55 R16: 1524 mm
  - Con neumáticos 225/45 R17: 1516 mm
- Vía trasera
  - Con neumáticos 195/65 R15: 1533 mm
  - Con neumáticos 205/55 R16: 1522 mm
  - Con neumáticos 225/45 R17: 1512 mm
- Batalla: 2600 mm
- Radio de giro: 5200 mm
- Capacidad de maletero: 354 L con asientos en posición normal / 777 L con asientos plegados, hasta la ventanilla
- Depósito de combustible: 55 L
- Rueda de repuesto: Kit de emergencia o 125/80D17 según versiones.
- Coeficiente de resistencia aerodinámica: 0,292

## Publicidad
- El Auris es el patrocinador oficial del equipo de fútbol italiano AC Fiorentina. El nombre aparece en la parte delantera de su equipación.

## Galería

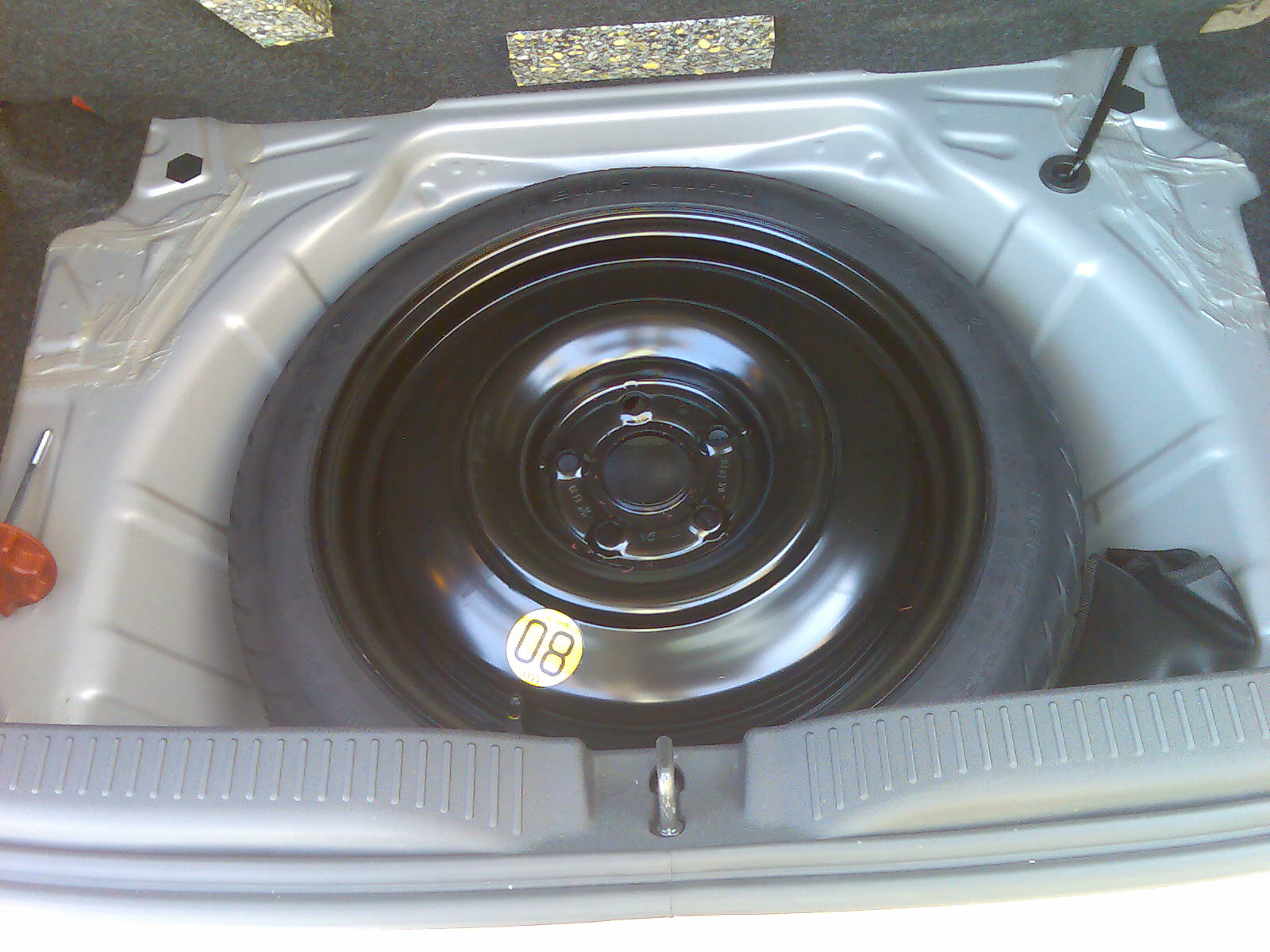
Hueco para rueda de repuesto.
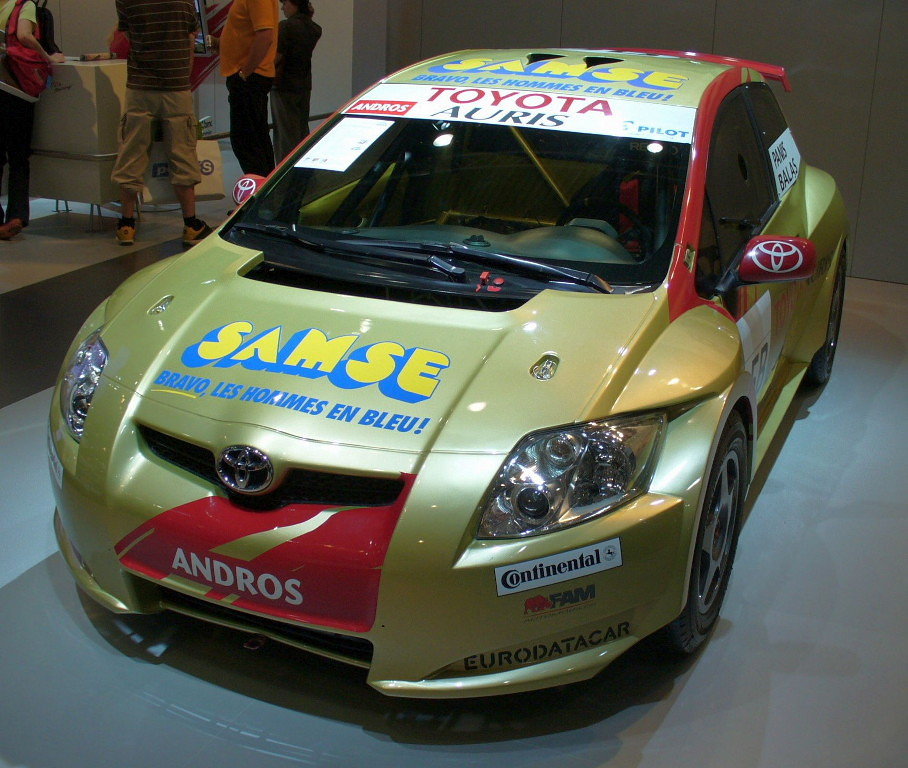
Toyota Auris para competición.
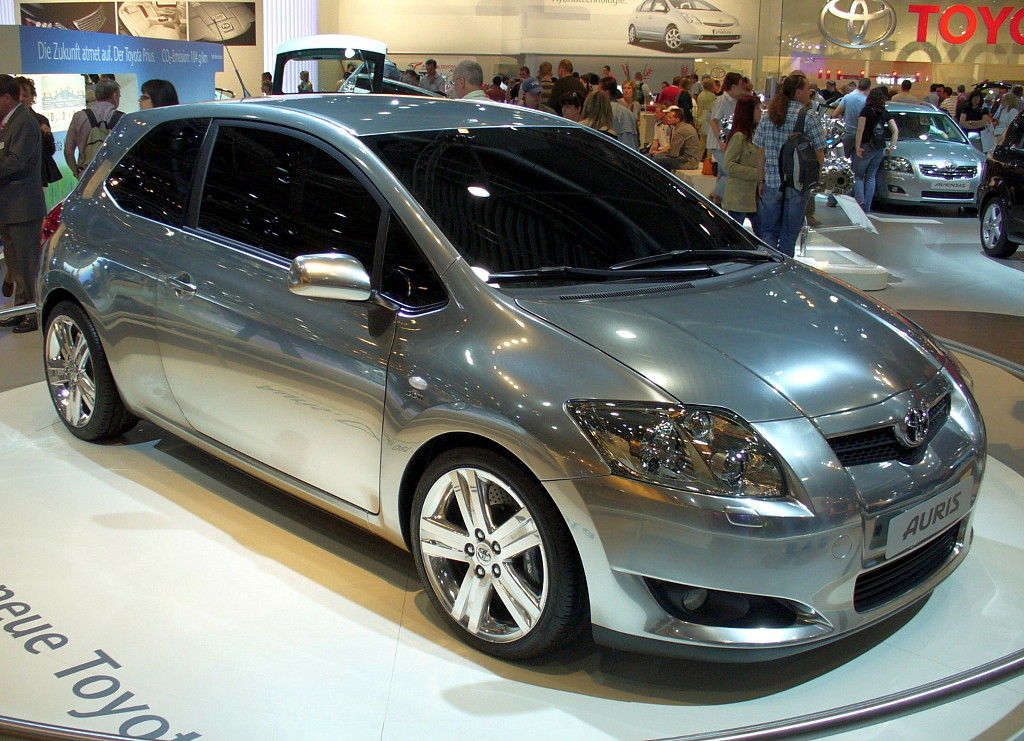
Auris en un Salón del Automóvil en 2007.
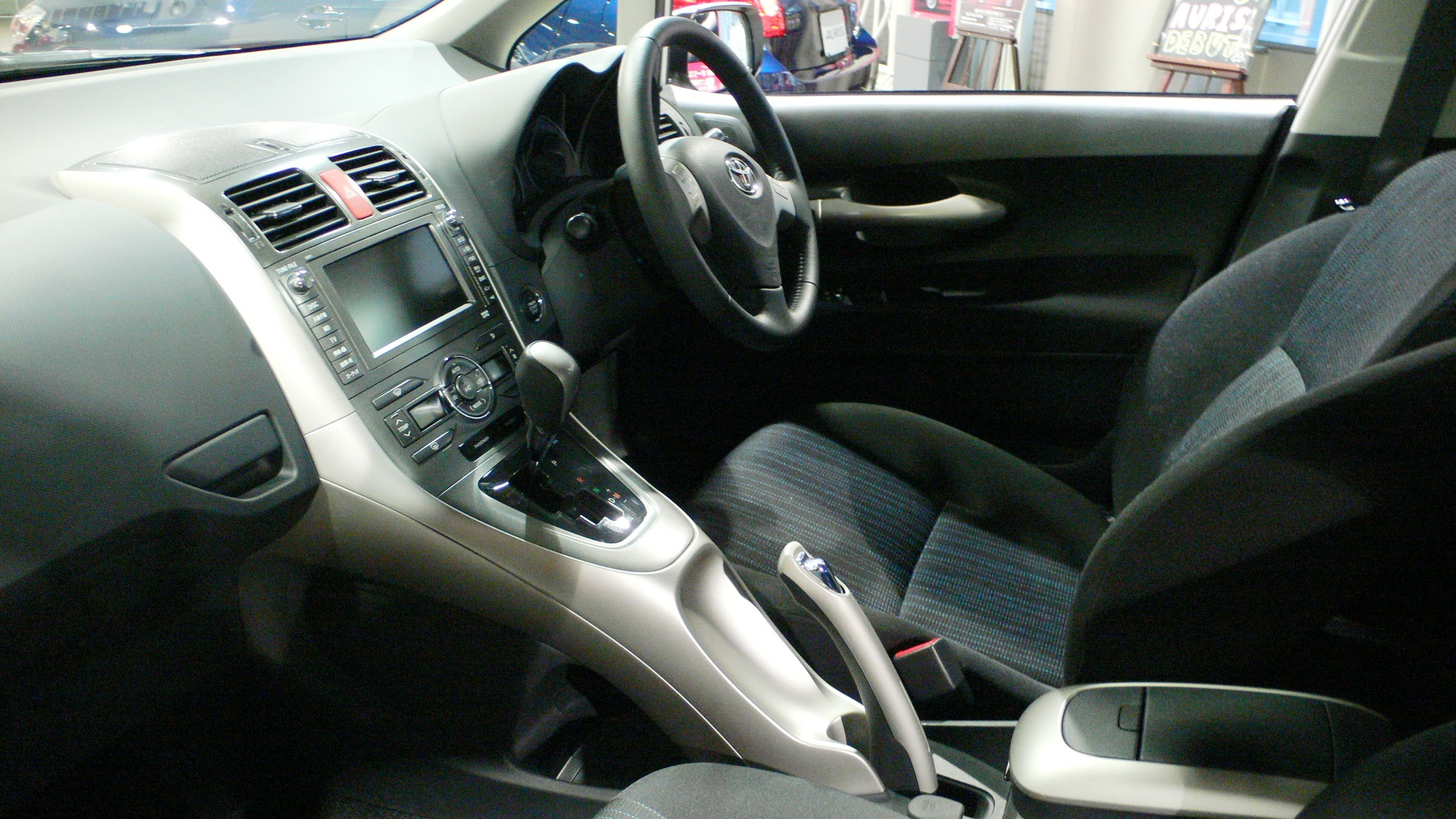
Interior del Auris.
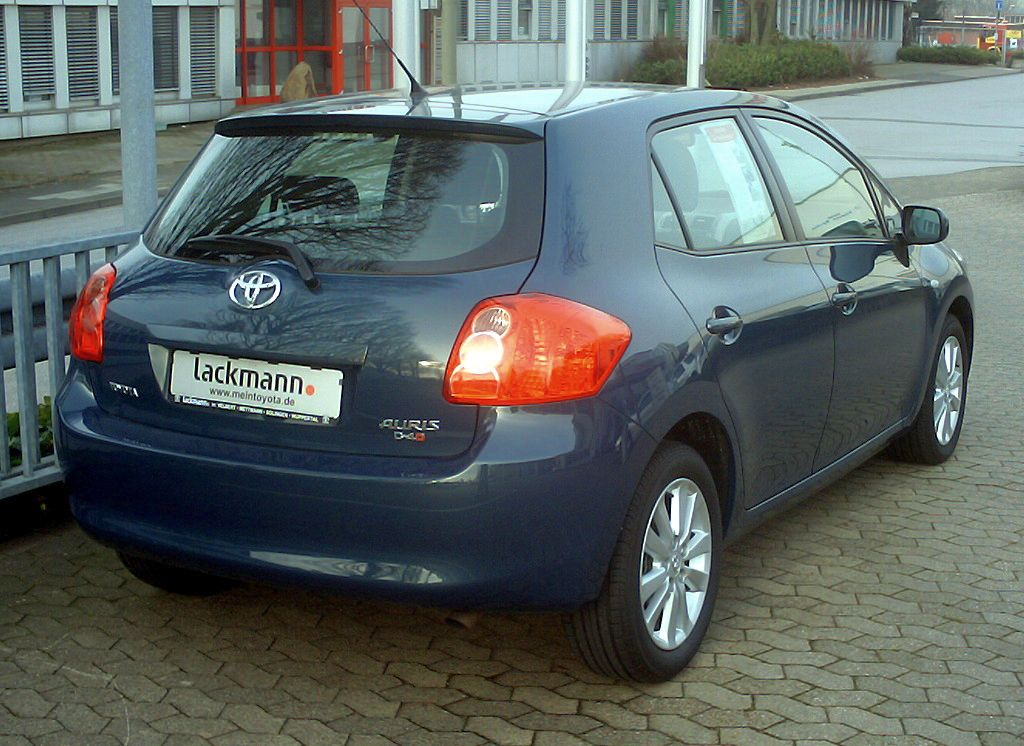
Modelo de calle. Azul.
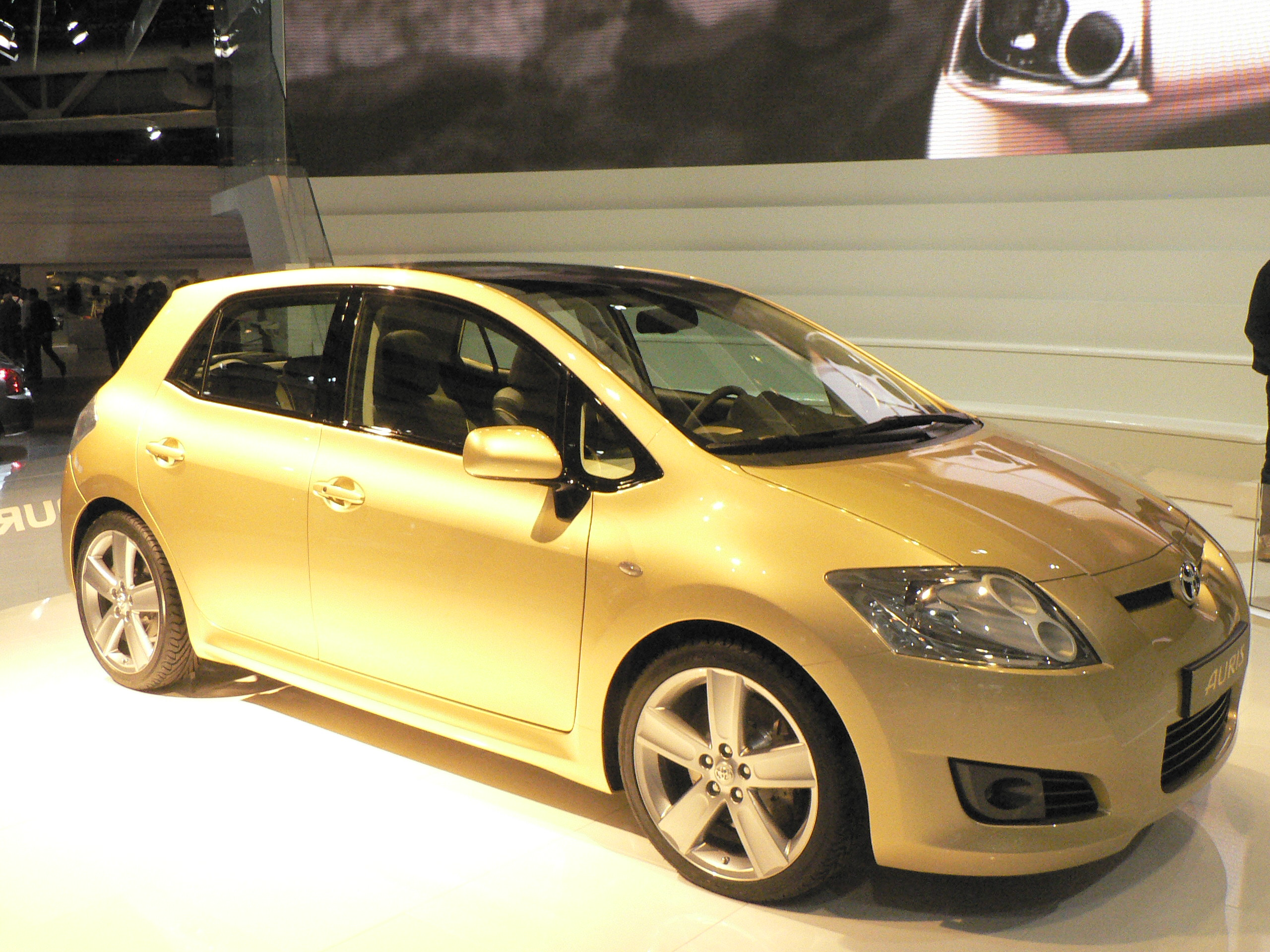
Presentación del prototipo.
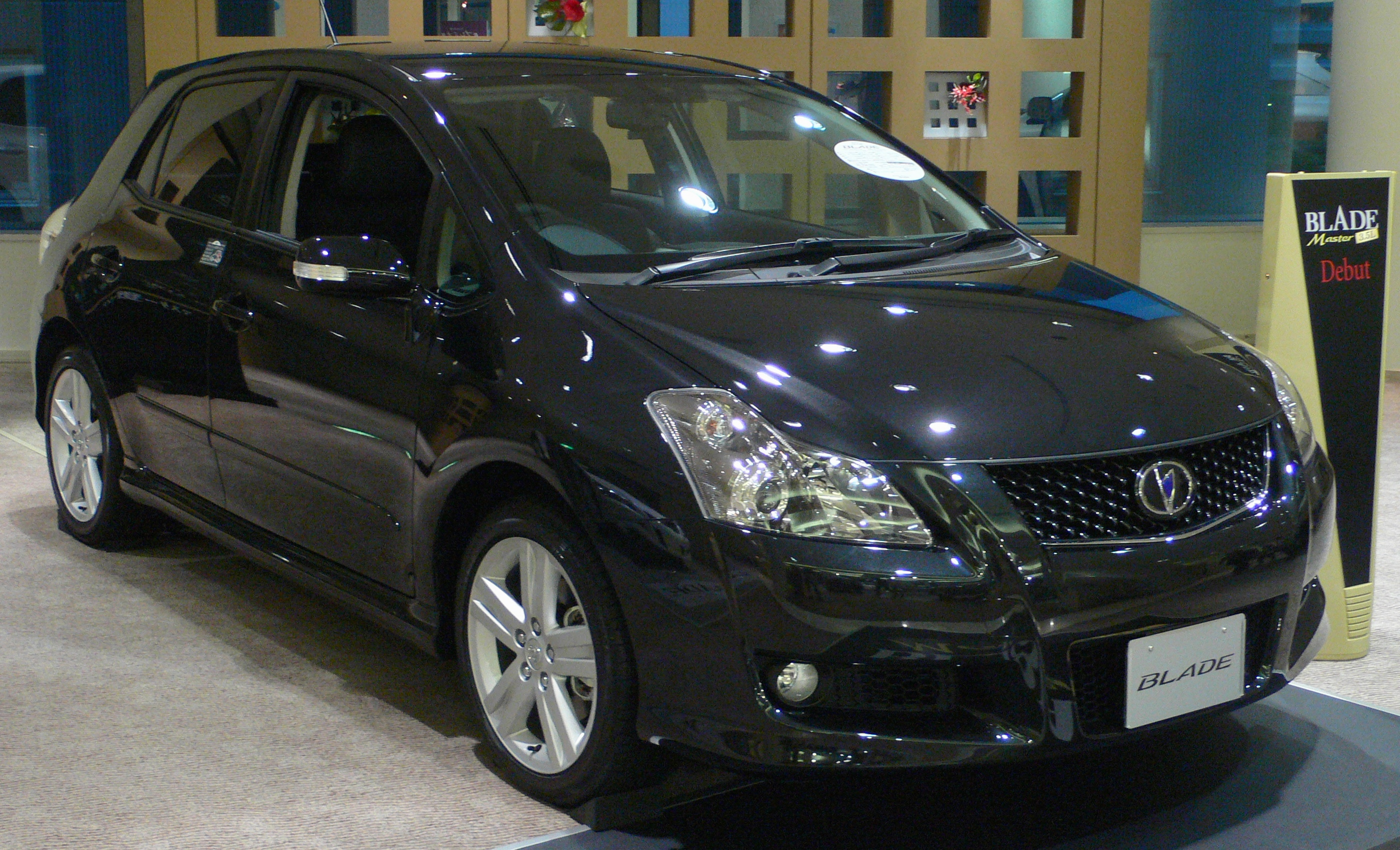
Toyota Blade
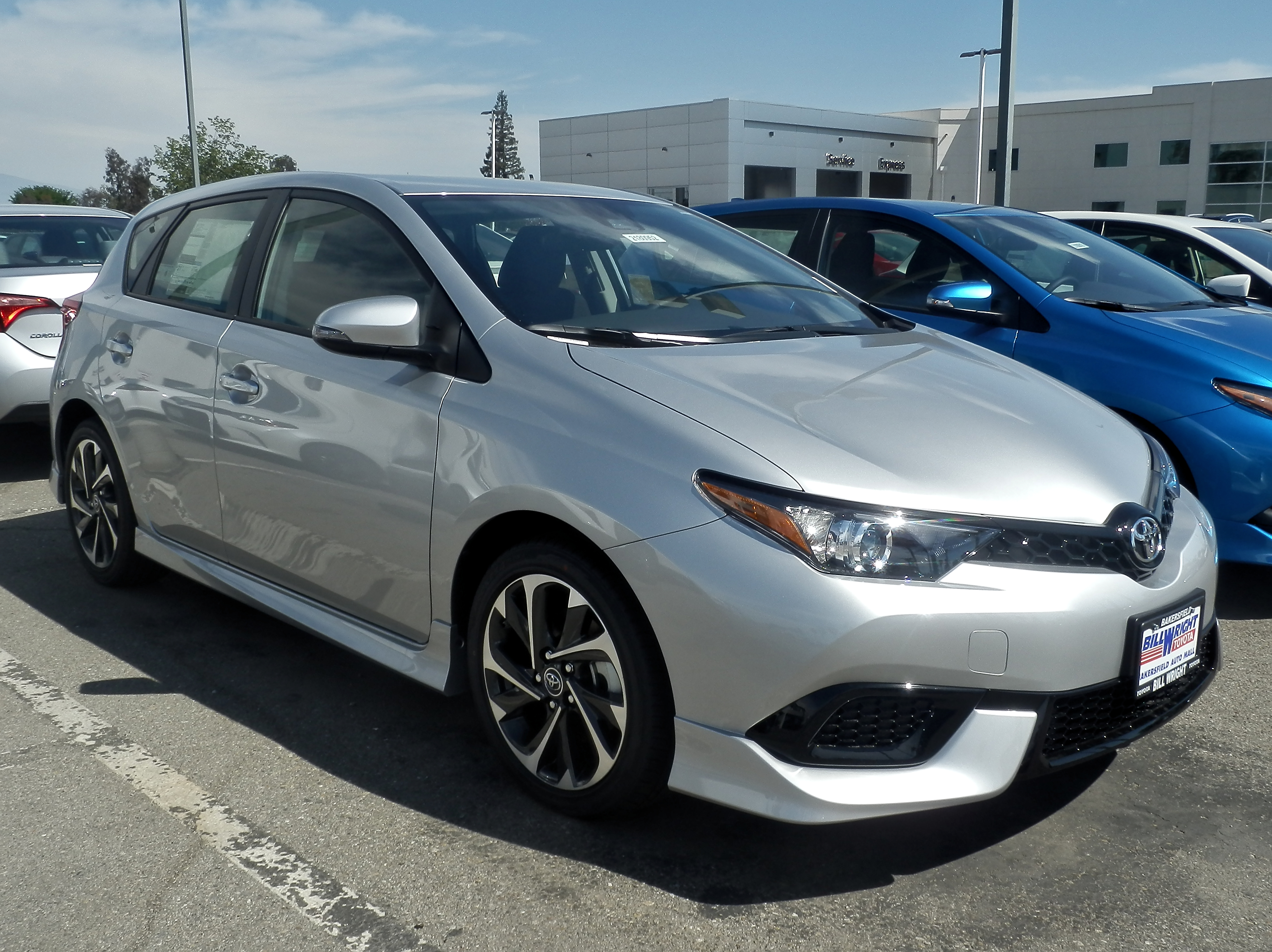
Toyota Corolla iM (USA)